# Gymnastiek op de Olympische Zomerspelen 2016 – ringen mannen
De ringen voor de mannen op de Olympische Zomerspelen 2016 in Rio de Janeiro vond plaats op 6 augustus (kwalificatie) en op 15 augustus (finale). De Griek Eleftherios Petrounias won het onderdeel voor de Braziliaan Arthur Zanetti die het zilver pakte, en de Rus Denis Abljazin die het brons won.

## Format
Alle deelnemende turners moeten een kwalificatie-oefening turnen. De beste acht deelnemers gaan door naar de finale. Echter mogen er maximaal twee deelnemers per land in de finale komen. De scores van de kwalificatie worden bij de finale gewist, en alleen de scores die in de finale gehaald werden, tellen voor de einduitslag.

## Uitslag

### Finale
- D-score; de moeilijkheidsgraad van de oefening
- E-score; de uitvoeringsscore van de oefening
- Straf; straffen die zijn gegeven door de jury
- Totaal; D-score + E-score - straf geeft de totaalscore

| Rang   | Naam                     | Land | D-score | E-score | Straf | Totaal |
| ------ | ------------------------ | ---- | ------- | ------- | ----- | ------ |
| Goud   | Eleftherios Petrounias   | GRE  | 6,800   | 9,200   |       | 16,000 |
| Zilver | Arthur Zanetti           | BRA  | 6,800   | 8,966   |       | 15,766 |
| Brons  | Denis Abljazin           | RUS  | 6,800   | 8,900   |       | 15,700 |
| 4      | Yang Liu                 | CHN  | 6,900   | 8,700   |       | 15,600 |
| 5      | Ihor Radivilov           | UKR  | 6,800   | 8,666   |       | 15,466 |
| 6      | Hao You                  | CHN  | 7,000   | 8,400   |       | 15,400 |
| 7      | Danny Pinheiro Rodrigues | FRA  | 6,900   | 8,333   |       | 15,233 |
| 8      | Dennis Goossens          | BEL  | 6,600   | 8,333   |       | 14,933 |